# Rockenthin
Rockenthin gehört zur Ortschaft Andorf und ist ein Ortsteil der Hansestadt Salzwedel im Altmarkkreis Salzwedel in Sachsen-Anhalt.

## Geographie
Das altmärkische Dorf Rockenthin, ein ehemaliges Rundplatzdorf mit Kirche, liegt etwa 5 Kilometer südöstlich des niedersächsischen Fleckens Bergen an der Dumme und etwa 10 Kilometer westlich von Salzwedel am Flüsschen Alte Dumme, die nach Norden in die Dumme (Südlicher Mühlenbach) strömt, die hier die Grenze zum Bundesland Niedersachsen ist.

## Geschichte

### Mittelalter bis Neuzeit
Im Jahre 1315 wird die Kirche in Rokenthin erwähnt. Im Jahre 1360 wurden Einkünfte in dem dorpe tho Rokentyn durch Werner von Dreynleve an die von der Schulenburg verkauft. Im Landbuch der Mark Brandenburg von 1375 wird der Ort als Rokentin und Robentin aufgeführt. Weitere Nennungen waren 1368 de villa Rokentyn, 1541 Rockentin, 1687 Rockentien und schließlich 1804 Rockenthin.
Das ursprüngliche Rundplatzdorf wurde nach dem Brand im Jahre 1854 stark verändert aufgebaut.
Bei der Bodenreform 1945 wurden ermittelt: 35 Besitzungen unter 100 Hektar mit zusammen 383 Hektar Land, eine Besitzung der Kirche mit 2 Hektar und eine Gemeindebesitzung mit 2 Hektar.

### Archäologie
Im Jahre 1751 wird über viele Grabhügel vor Bombek, Rokkenthin, Hestet, Cheine und Klein Wiebelitz berichtet. Doch schon 1842 waren die Grabhügel vor Hestedt und Rockenthin zerstört wie Samuel Christoph Wagener in seinem Handbuch der vorzüglichsten, in Deutschland entdeckten Alterthümer aus heidnischer Zeit schrieb.
Im Jahre 2018 fand das Grabungslager der Jungen Archäologen der Altmark bei Rockentin statt, weil hier eine Besiedlung vor etwa 1800 Jahren, in der jüngeren Kaiserzeit, vermutet wurde. Es wurden Keramikscherben mit Kammstrich-Verzierung und mit Rollrädchen-Mustern geborgen, die typisch für die Kaiserzeit sind.

### Herkunft des Ortsnamens
Jürgen Udolph führt den Ortsnamen auf den slawischen Personennamen „Rok“ zurück.

### Eingemeindungen
Ursprünglich gehörte das Dorf zum Salzwedelischen Kreis der Mark Brandenburg in der Altmark. Zwischen 1807 und 1813 lag es im Stadtkanton Salzwedel auf dem Territorium des napoleonischen Königreichs Westphalen. Ab 1816 gehörte die Gemeinde zum Kreis Salzwedel, dem späteren Landkreis Salzwedel.
Am 20. Juli 1950 wurde die Gemeinde Rockenthin in die Gemeinde Andorf eingemeindet. Am 1. Mai 1992 wurde Andorf in die Gemeinde Henningen eingemeindet. Mit der Eingemeindung von Henningen in die Hansestadt Salzwedel am 1. Januar 2010 kam der Ortsteil Rockenthin zu Salzwedel und zur neu errichteten Ortschaft Henningen. Am 1. Juli 2019 wurde aus der Gemarkung Andorf und der Gemarkung Grabenstedt die Ortschaft Andorf gebildet. Rockenthin liegt in der Gemarkung Andorf. Somit gehört der Ortsteil Rockenthin seit dem 1. Juli 2019 zur Ortschaft Andorf.

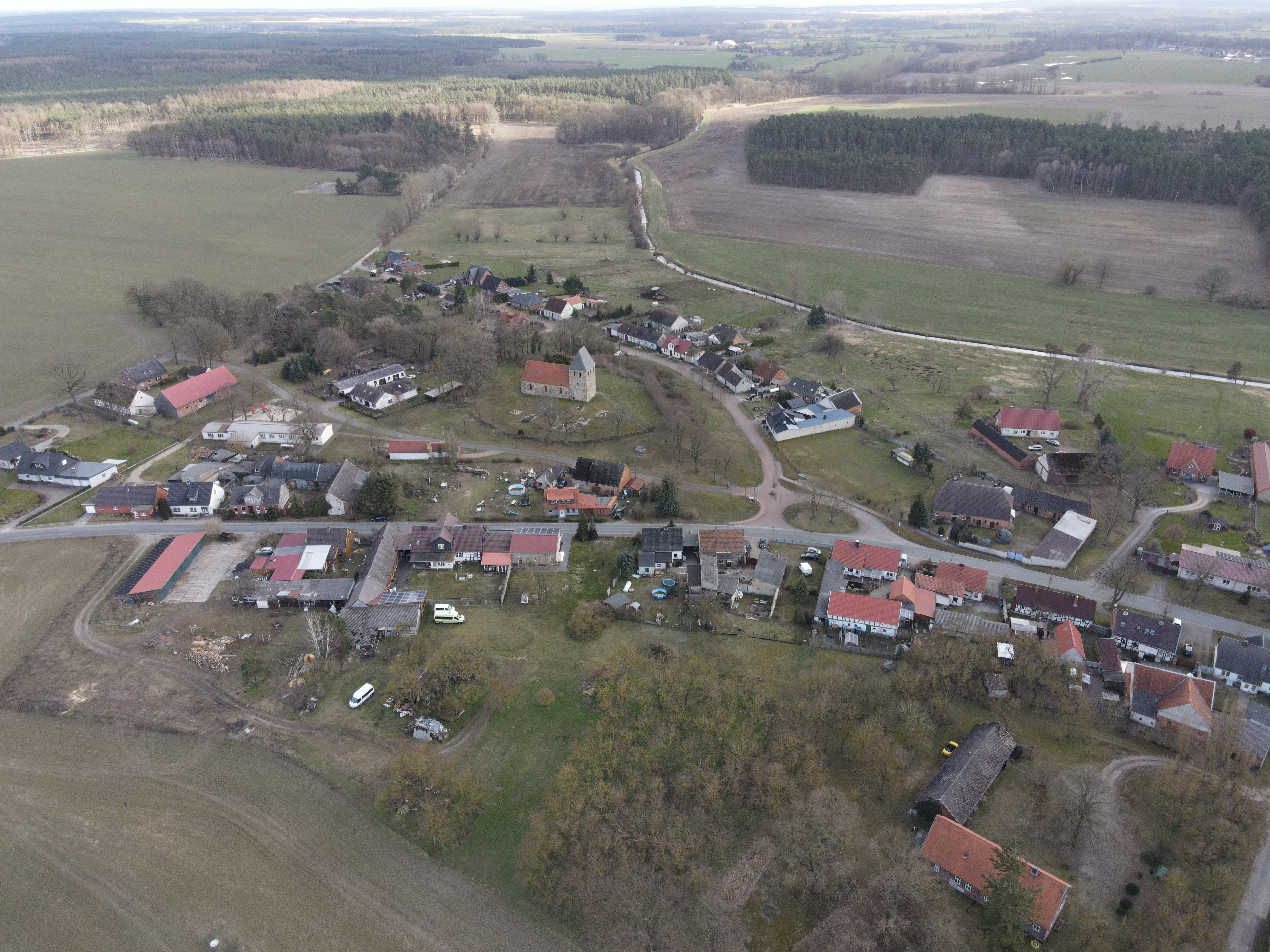
Rockenthin im März 2021, östlicher Teil

### Einwohnerentwicklung

#### Gemeinde
| Jahr | Einwohner |
| ---- | --------- |
| 1734 | 049       |
| 1774 | 048       |
| 1789 | 055       |
| 1798 | 046       |
| 1801 | 075       |
| 1818 | 056       |
| 1840 | 130       |
| 1864 | 199       |
| 1871 | 209       |

| Jahr | Einwohner |
| ---- | --------- |
| 1885 | 184       |
| 1892 | [00]179   |
| 1895 | 170       |
| 1900 | [00]142   |
| 1905 | 166       |
| 1910 | [00]171   |
| 1925 | 186       |
| 1939 | 168       |
| 1946 | 221       |

Quelle, wenn nicht angegeben, bis 1946:

#### Ortsteil
| Jahr | Einwohner |
| ---- | --------- |
| 2010 | [00]102   |
| 2014 | [00]101   |
| 2015 | [00]098   |
| 2020 | [00]100   |
| 2021 | [00]105   |
| 2022 | [00]110   |
| 2023 | [0]113    |

## Religion
Die evangelische Kirchengemeinde Rockenthin hat eine Filialkirche im Dorf, die eine mater combinata (kombinierte Mutterkirche) mit der Kirche in Bombeck war und die somit zur Pfarrei Bombeck gehörte. Die Evangelischen Christen aus Rockenthin werden heute betreut vom Pfarrbereich Osterwohle-Dähre im Kirchenkreis Salzwedel im Bischofssprengel Magdeburg der Evangelischen Kirche in Mitteldeutschland.

## Kultur und Sehenswürdigkeiten

### Dorfkirche

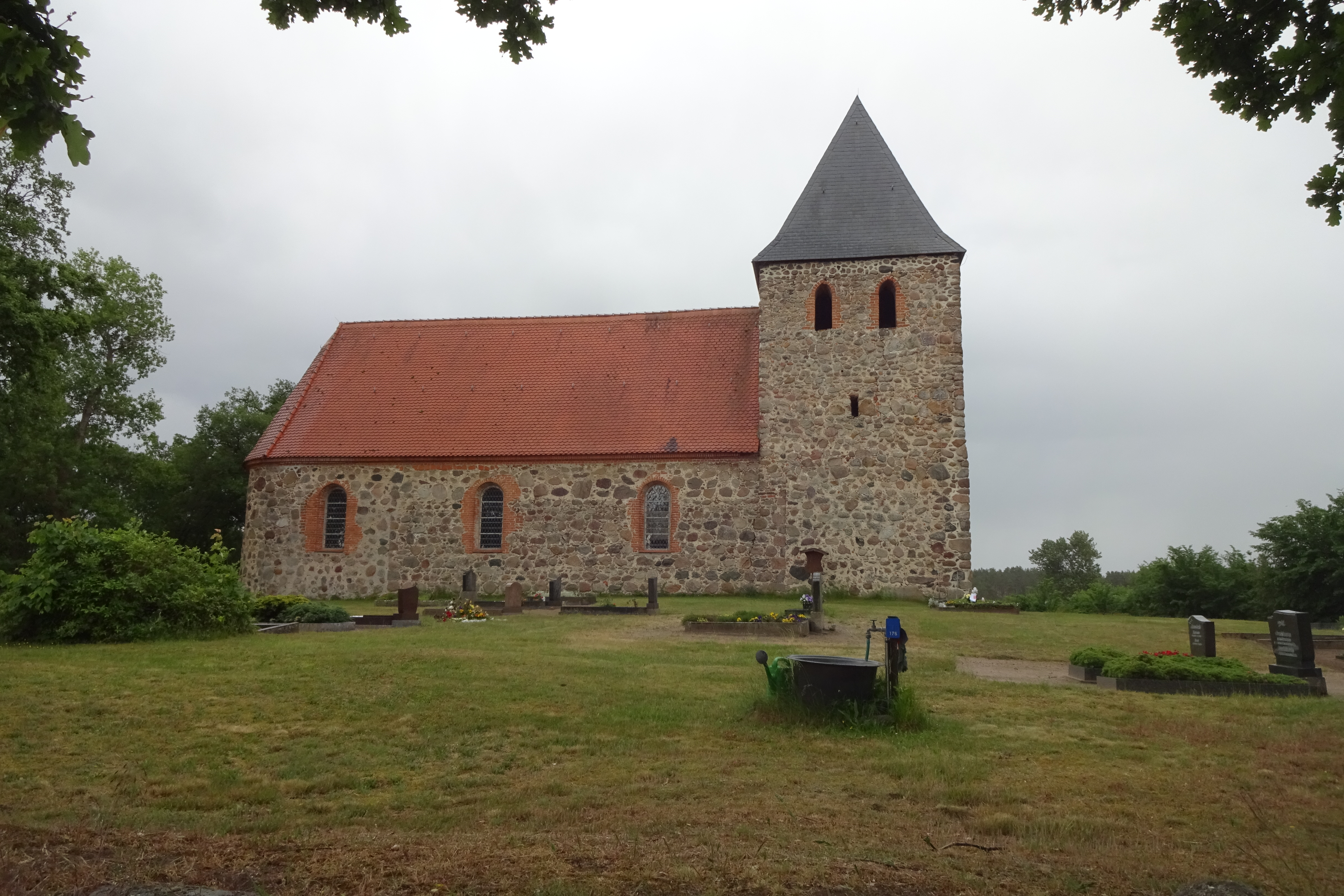
Kirche in Rockenthin

Die evangelische Dorfkirche Rockenthin ist ein stattlicher mittelalterlicher Feldsteinbau. Das Schiff stammt aus dem 13./14. Jahrhundert, weiterhin wurde ein massiger, schiffsbreiter Westturm angebaut. Zu Beginn des 16. Jahrhunderts wurde eine Verlängerung mit korbbogigem Schluss nach Osten vorgenommen, deren unregelmäßige Fenster teils mit Formsteinlaibungen versehen sind. 
Im flachgedeckten Inneren wurde an der Südostecke die Wandmalerei eines Pferdes freigelegt. An der Ostseite sind zwei Weihekreuze in einem Kreis gemalt. Die schlichte Einrichtung entstand im 19. Jahrhundert. Das Altarretabel zeigt eine geschnitzte Darstellung der Anbetung der Könige vom Ende des 15. Jahrhunderts, in den Flügeln ist die Verkundiigung in Malereien vom Ende des 16./Anfang des 17. Jahrhunderts dargestellt. Eine kleine Schnitzfigur eines thronenden Bischofs aus dem 14. Jahrhundert ist deponiert. Die Glocke der Kirche stammt aus der Zeit um 1300.

### Sonstige Kulturdenkmale
- Der Ortsfriedhof ist auf dem Kirchhof.
- Nahe der Kirche steht ein Denkmal für die Gefallenen des Ersten und Zweiten Weltkrieges.[24]

## Sagen aus Rockenthin
Hanns H. F. Schmidt erzählt einerseits die Sage Vom Rockenthiner Kirchturm nach, dessen Spitze durch den Gesang zweier Lagendörfer niederstürzte und zerschmetterte; andererseits auch die Sage Der Glockenpfuhl. Sie berichtet über einen tiefen Pfuhl unweit von Rockenthin, auf dessen Grund eine große goldene Glocke ruht, die ein Zauberer heben wollte. Diese Sage wurde von Alfred Pohlmann überliefert, der auch andere Sagen der Region „aus dem Munde der Konfirmanden im Pfarrhause zu Lagendorf“ gesammelt hatte.

## Verkehr
Rockenthin liegt an der Bahnstrecke Stendal–Uelzen.